# 亞細亞聖徒訪韓聖會
亞細亞聖徒訪韓聖會是韓國基督教會主辦，給亞洲基督徒參加的大型聚會。每年夏季7至8月間在韓國舉行，有來自台灣、香港、澳門、中國大陸、新加坡、馬來西亞、澳洲、美國、日本等地區的華人信徒參加。在訪韓聖會舉行期間，參加者一連三日不停敬拜、聚會、禱告，及進行七餐禁食，沒有房間，與數百人一起在大聖殿中度宿。澳門和台灣則有房間。

## 主辦單位
- 以斯拉事奉中心
- 台北純福音教會
- 汝矣島純福音教會
- 實業人聯合會東北亞宣教會

## 舉行地點
- 韓國崔子實紀念祈禱院
- 韓國首爾汝矣島純福音教會

## 第十五屆亞細亞聖徒訪韓聖會
- 2003年7月21日至7月28日

## 第十六屆亞細亞聖徒訪韓聖會
- 2004年7月26日至8月2日
- 主題：「醫治與復興」

## 第十七屆亞細亞聖徒訪韓聖會
- 2005年7月25日至8月1日
- 主題：「恢復與復興」

## 第十八屆亞細亞聖徒訪韓聖會
- 2006年7月31日至8月7日
- 主題：「敬拜與復興」

## 第十九屆亞細亞聖徒訪韓聖會
- 2007年7月16至23日
- 主題：「宣教與復興」
- 大會講員：趙鏞基牧師、洪英基牧師、張茂松牧師、何志滌牧師、包德寧牧師、楊寧亞牧師、連加恩宣教士等

## 第二十屆亞細亞聖徒訪韓聖會
- 2008年7月21日至7月24日
- 主題：「職場與復興」
- 大會講員：申成南牧師、張茂松牧師、李永熏牧師、洪性健牧師、夏忠堅牧師、陳一平牧師、康希牧師、腓力.曼都法牧師、楊寧亞牧師、劉群茂牧師、寇紹恩牧師、周神助牧師、趙鏞基牧師、韓世大學金聖惠總長、河用達牧師

## 第二十一屆亞細亞聖徒訪韓聖會
- 2009年7月
- 主題：「家庭與復興」

## 第二十二屆亞細亞聖徒訪韓聖會
- 2010年7月26日至8月2日
- 主題：「生命與復興」
- 大會講員：何志滌牧師、金炳三牧師、金聖惠總長、楊寧亞牧師、張茂松牧師、李永熏牧師、洪性旭牧師、鄭宰宇牧師、金炯民牧師、鄭福財牧師、趙鏞基牧師